# Járvány

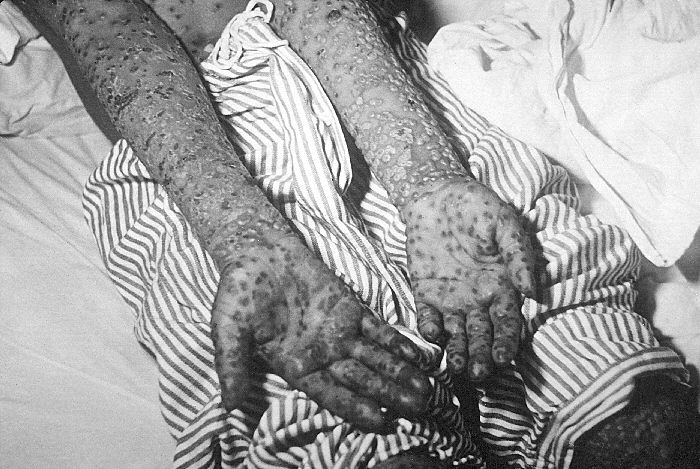
Az 1972-es jugoszláviai himlőjárvány egyik áldozatának kezei (Koszovó, 1972. március)

Járványgrafikon, amely az új ebola (Eb) fertőzések számát mutatja az idő múlásával

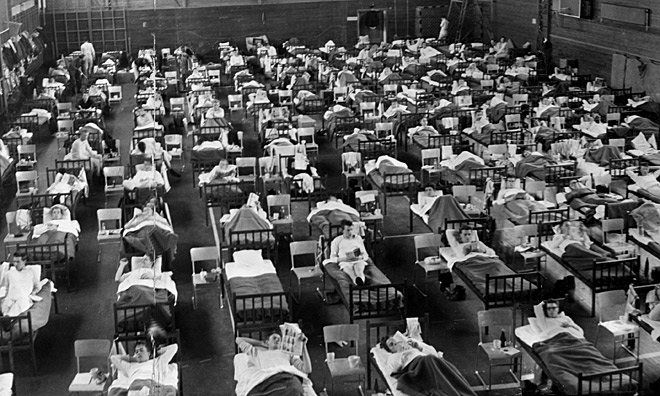
Járványos megbetegedések kezelése egy svéd kórházban 1957-ben

Az epidemiológiában járványnak nevezik azt a egészségügyi jelenséget, amikor egy ismert betegség adott területen, adott idő alatt átlagosnál jóval nagyobb létszámú embert érint. A járvány mértékét leginkább a szóban forgó betegség terjedési együtthatója, lappangási időszaka illetve kezelhetősége határozza meg. A megelőzéshez gyakran alkalmazzák a karanténba helyezés módszerét. A hatóságok által meghatározott izolálási és fertőtlenítési szabályokat a hatósági tisztiorvosok koordinálják és tartatják be. 

## Ismertebb járványok
- Az elmúlt századokban különös veszélyt jelentettek a nagyon ragályos fekete himlő járványok.[1]
- Leprajárványok gyakran előfordultak a történelem során, különösen háborúk mellékhatásaként, az érintetteket gyakran élethosszig tartó karanténba helyezték.
- Napjainkban nagy figyelmet fordítanak világszerte az influenza ebola, a malária, a SARS, a Covid19 és az AIDS betegségek járványainak leküzdésére.

### Feketehimlő-járványok
1963 nyarán halálos áldozatokkal járó feketehimlő-járvány pusztított Wrocławban, a várost karanténba zárták egy hónapra. Kilencen haltak meg, a legtöbbjük egészségügyi dolgozó volt. Néhány hét alatt 8 millió embert oltottak be, ez volt a valaha volt legnagyobb járványügyi akció Európában. Magyarország segítséget nyújtott a betegség leküzdéséhez.

### Pestisjárványok
A középkorban többször kitört pestis avagy a hatalmas erővel dühöngő „fekete halál” megváltoztatta a kontinensek történelmi arculatát, „megrendült a vallásos hit, a társadalmi rend, a középkori statikus világkép, meglazultak a családi kapcsolatok, megszűnt a közbiztonság, a városi közigazgatás, az áruforgalom; a városok túlélői a teljes aszkézis és a féktelen hedonizmus között hányódtak ide-oda. A halál képe mindent beárnyékolt, s a carpe diem vigasza felett ott lebegett a memento mori fenyegetése. Egyetlen haláltánc volt az élet, mivel akkor a halál nem volt társadalmi tabu, mint korunkban.”
Kutatások szerint az egymást követő hullámokban bekövetkezett pestisjárványok terjedése a selyemúton keresztül történt. A kórokozó egy Közép- és Belső-Ázsiában honos rágcsálón, a futóegéren (Rhombomys opimus) megtelepedő bolhán keresztül jutott Európába. A bolha a selyemút mentén közlekedő selyemszállító karavánokkal együtt utazott nyugat felé, a rendszerint rossz korabeli higiéniai körülmények között jóval nagyobb pusztítást okozott, mint Ázsiában.
Legtöbbször a betegség anélkül támadta meg az embereket, hogy azok Felismerték volna mi is történik, akár egy vízió vagy egy álom. A betegség lefolyása a következő volt: Először a betegnek hirtelen magas láza lett, néha rögtön a felkelés után, máskor minden előzmény nélkül. A beteg testének szinte nem változott, és tapintásra sem érződött melegebbnek, mint ahogy az láz esetén megszokott, nem volt semmilyen gyulladásra utaló nyom. A láz erőtlenséget/gyengeséget okozott, de estére sem maga a beteg, sem kezelőorvosa nem gyanakodott semmi veszélyre.

### Influenzajárványok
A modern korban az 1918–1919-es spanyolnátha járvány pandémia volt, és a 2003-ban lezajlott, a SARS-CoV koronavírus okozta SARS világjárvány vagy a 2019 decemberében kitört Covid19-pandémia szintén több kontinensre terjedt ki. A Magyar Tudományos Akadémia tudósai szerint megfelelő nemzetközi tudományos és járványügyi felkészültséggel minimalizálható a járványok hatása.
A számtalan szakmai díjjal kitüntetett BlueDot szoftver fejlesztői azt ígérik, hogy az emberi és a mesterséges intelligencia és az elérhető ember- és állatorvosi, illetve növényvédelmi és járványtani adatbázisok információi segítségével az egész világon meg lehet óvni az embereket a fertőző betegségektől.

## Új járványok kitörését befolyásoló tényezők

A Covid19-pandémia terjedése Németországban 2020. február 27-től kezdődően március 21-ig

A közösségi távolságtartás hatékony stratégia a járványok ellen

1. Mezőgazdasági gyakorlatban bekövetkezett változások
2. Társadalomban és emberekben bekövetkezett változások
3. Szegényes népegészségügyi állapot (alultápláltság, AIDS magas elterjedtsége)
4. Kórházak és orvosi beavatkozások
5. A kórokozók evolúciója (rezisztencia, megnövekedett fertőzőképesség)
6. Vízkészletek, élelmiszerek szennyezettsége
7. Nemzetközi utazások
8. Egészségügyi programok hibái, eredménytelensége
9. Nemzetközi kereskedelem
10. Éghajlatváltozás

## A legnagyobb járványok
A legnagyobb ismert járványok a történelemben, a halálos áldozatok számát tekintve. 
| No. | Járvány/pandémia neve                   | Kórokozó                           | Halálos áldozatok száma | Áldozatok a globális népesség arányában | Regionális népesség arányában           | Év                           | Hely                               |
| --- | --------------------------------------- | ---------------------------------- | ----------------------- | --------------------------------------- | --------------------------------------- | ---------------------------- | ---------------------------------- |
| 1   | Fekete halál                            | Bubópestis                         | 75–200 millió           | 17–54%                                  | 30–60%-a az európai népességnek         | 1346–1353                    | Európa, Ázsia, Észak-Afrika        |
| 2   | Spanyolnátha                            | Influenza A/H1N1                   | 17–100 millió           | 1–5,4%                                  | –                                       | 1918–1920                    | világszerte                        |
| 3   | Iusztinianoszi pestisjárvány            | Bubópestis                         | 15–100 millió           | 7–30%                                   | 25–60%-a az európai népességnek         | 541–549                      | Észak-Afrika, Európa, Nyugat-Ázsia |
| 4   | HIV/AIDS epidémia                       | HIV/AIDS                           | 43 millió (2024 elején) | kb. 0,5%                                | –                                       | 1981–máig                    | világszerte                        |
| 5   | Covid19-pandémia                        | COVID-19                           | 7–21 millió             | 0.1–0,46%                               | –                                       | 2019–máig                    | világszerte                        |
| 6   | Harmadik pestisjárvány                  | Bubópestis                         | 12–15 millió            | [ 19 ]                                  | –                                       | 1855–1960                    | világszerte                        |
| 7   | Cocoliztli epidémia (1545–1548)         | Cocoliztli, azonosítatlan kórokozó | 5–15 millió             | 1–3%                                    | 27–80%-a a mexikói népeeségnek          | 1545–1548                    | Mexikó                             |
| 8   | Antoninusi járvány                      | fekete himlő vagy kanyaró          | 5–10 millió             | 3–6%                                    | 25–33%-a a római birodalom népességének | 165–180 (possibly up to 190) | Római Birodalom                    |
| 9   | 1520. évi mexikói himlőjárvány          | himlő                              | 5–8 millió              | 1–2%                                    | 23–37%-a a mexikói népességnek          | 1519–1520                    | Új-Spanyolország                   |
| 10  | 1918–1922-as oroszországi tífuszjárvány | tífusz                             | 2–3 millió              | 0.1–0.16%                               | 1–1.6%-a az orosz népességnek           | 1918–1922                    | Oroszország                        |
| 11  | 1957–1958-as influenza járvány          | Influenza A/H2N2                   | 1–4 millió              | 0.03–0.1%                               | –                                       | 1957–1958                    | világszerte                        |
| 12  | hongkongi influenza                     | Influenza A/H3N2                   | 1–4 millió              | 0.03–0.1%                               | –                                       | 1968–1969                    | világszerte                        |
| 13  | Cocoliztli 1576-os járványa             | Cocoliztli                         | 2–2.5 millió            | 0.4–0.5%                                | 50%-a a mexikói népességnek             | 1576–1580                    | Mexikó                             |
| 14  | 735–737-os japán himlőjárvány           | himlő                              | 2 millió                | 1%                                      | 33%-a a japán népességnek               | 735–737                      | Japán                              |
| 15  | 1772–1773-as perzsa pestis              | Bubópestis                         | 2 millió                | 0.2–0.3%                                | [ 25 ]                                  | 1772–1773                    | Perzsia                            |
| 16  | Nápolyi pestis                          | Bubópestis                         | 1.25 millió             | 0.2%                                    | [ 25 ]                                  | 1656–1658                    | Dél-Itália                         |
| 17  | 1846–1860-os kolerajárvány              | Kolera                             | 1 millió+               | 0.08%                                   | –                                       | 1846–1860                    | világszerte                        |
| 18  | 1629–1631-os itáliai pestisjárvány      | Bubópestis                         | 1 millió                | 0.2%                                    | [ 25 ]                                  | 1629–1631                    | Itália                             |
| 19  | 1889–1890-es influenza világjárvány     | Influenza (vitatott)               | 1 millió                | 0.07%                                   | –                                       | 1889−1890                    | világszerte                        |

## Fordítás
- Ez a szócikk részben vagy egészben  az   Epidemic című angol Wikipédia-szócikk fordításán alapul.  Az eredeti cikk szerkesztőit annak laptörténete sorolja fel. Ez a jelzés csupán a megfogalmazás eredetét és a szerzői jogokat jelzi, nem szolgál a cikkben szereplő információk forrásmegjelöléseként.